# Arca da Piosa
L'Arca da Piosa est un dolmen situé à la limite des communes de Zas et de Vimianzo, dans la province de La Corogne, en Galice, en Espagne.

## Situation
Le dolmen est situé à proximité des dolmens de Pedra Moura de Monte Carneo, Pedra da Lebre et Pedra Cuberta.

## Historique
Il a été étudié en 1933 par l'archéologue allemand Georg Leisner (ga).
Il a été déclaré Bien d'intérêt culturel en 2011.

## Description

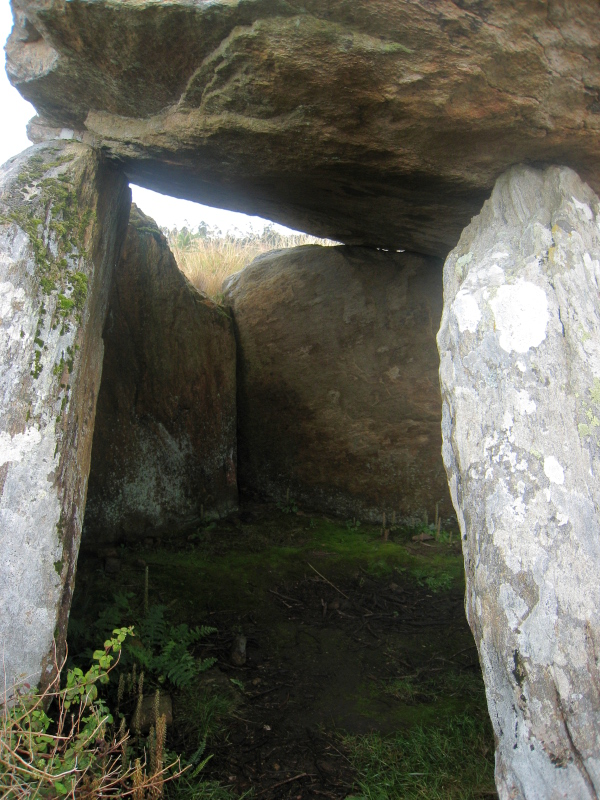
Vue de l'intérieur

Le dolmen se trouve dans un bon état de conservation. Sa longueur totale est de 8 m. Il bénéficie de grandes dalles de couverture. Les restes du tumulus d'origine sont encore visibles.
La chambre est polygonale, longue de 3,20 m et se compose de quatre orthostates (sur 5 à l'origine) et d'un couvercle. Le couloir, orienté à l'est, est inhabituellement court (1 m) et se compose de trois pierres recouvertes d'une dalle brisée en trois parties qui, à son tour, est recouverte par une autre dalle plus grande.